# Noubarachen
Noubarachen ou Sovetachen (en arménien Նուբարաշեն) est un des douze districts d'Erevan, la capitale de l'Arménie.

## Situation
D'une superficie de 1 811 hectares et peuplé de 9 500 habitants, il s'apparente plus à une petite ville de campagne, ne faisant pas partie de la continuité urbaine de la capitale. Il est situé à l'extrême sud-est du territoire communal d'Erevan. Par ailleurs, il héberge une grande prison de 600 détenus.

## Administration
Ce district n'est constitué que d'un unique quartier éponyme.